# FA Charity Shield 1954
Lo FA Charity Shield 1954, noto in italiano anche come Supercoppa d'Inghilterra 1954, è stata la 32ª edizione della Supercoppa d'Inghilterra.
Si è svolto il 29 settembre 1954 al Molineux Stadium di Wolverhampton tra il Wolverhampton, vincitore della First Division 1953-1954, e il West Bromwich, vincitore della FA Cup 1953-1954.
Il titolo, per la seconda volta nella sua storia, è stato condiviso tra le due squadre, che hanno pareggiato la gara per 4-4.

## Partecipanti
| Squadre       | Qualificazione                           | Partecipazioni precedenti (il grassetto indica la vittoria) |
| ------------- | ---------------------------------------- | ----------------------------------------------------------- |
| Wolverhampton | Vincitore della First Division 1953-1954 | 1 (1949)                                                    |
| West Bromwich | Vincitore della FA Cup 1953-1954         | 2 (1920, 1931)                                              |

## Tabellino
| Wolverhampton 29 settembre 1954                                         | Wolverhampton | 4 – 4 referto | West Bromwich | Molineux Stadium (45.035 spett.) |
| \| \| \| \| \| Swinbourne Deeley Hancocks \| Marcatori \| Allen Ryan \| |               |               |               |                                  |
|                                                                         |               |               |               |                                  |
| Swinbourne Deeley Hancocks                                              | Marcatori     | Allen Ryan    |               |                                  |

### Formazioni
| Wolverhampton: |    |                 |
|                |    |                 |
| P              | 1  | Bert Williams   |
| D              | 2  | Bill Guttridge  |
| D              | 3  | Bill Shorthouse |
| C              | 4  | Ron Flowers     |
| C              | 5  | Eddie Russell   |
| C              | 6  | Eddie Clamp     |
| A              | 7  | Johnny Hancocks |
| A              | 8  | Peter Broadbent |
| A              | 9  | Roy Swinbourne  |
| A              | 10 | Norman Deeley   |
| A              | 11 | Dennis Wilshaw  |
| Allenatore:    |    |                 |
| Stan Cullis    |    |                 |

| West Bromwich: |    |               |
|                |    |               |
| P              | 1  | Jim Sanders   |
| D              | 2  | Stan Rickaby  |
| D              | 3  | Len Millard   |
| C              | 4  | Jimmy Dudley  |
| C              | 5  | Joe Kennedy   |
| C              | 6  | Billy Brookes |
| A              | 7  | Frank Griffin |
| A              | 8  | Reg Ryan      |
| A              | 9  | Ronnie Allen  |
| A              | 10 | Wilf Carter   |
| A              | 11 | George Lee    |
| Allenatore:    |    |               |
| Vic Buckingham |    |               |